# En tránsito (álbum)
En tránsito es el título del decimosexto disco de larga duración del cantautor español Joan Manuel Serrat, editado por la compañía discográfica Ariola en 1981.
El álbum fue grabado en los estudios Eurosonic de Madrid en mayo de 1981. Probablemente este sea el disco más político del cantautor catalán. Algunos de sus temas conllevan una carga explícita de compromiso y crítica social.
Asimismo, En tránsito es una mezcla entre el antiguo Serrat, más romántico, sensible y metafórico, y el nuevo Serrat de 1981, más sincero y con más cosas que decir sobre un mundo que no le satisface.
La música y letra del disco es de Joan Manuel Serrat; los arreglos y la dirección musical corresponden a Ricard Miralles.
Los músicos que grabaron el disco son: Ricard Miralles (piano acústico), Josep Maria Bardagí (guitarra y laúd), Jordi Clua (bajo), Francesc Rabassa (batería y percusión), Tito Duarte (percusión), Josep Mas "Kitflus" (polifónicos Oberheim y Yamaha, mini moog y piano Fender), Pere Bardagí (violín).

## Canciones
| Pista | Título                                                                                       | Autor              | Tiempo |
| ----- | -------------------------------------------------------------------------------------------- | ------------------ | ------ |
| 1     | A quien corresponda                                                                          | Joan Manuel Serrat | 5:33   |
| 2     | A Usted                                                                                      | Joan Manuel Serrat | 3:10   |
| 3     | Porque la quería                                                                             | Joan Manuel Serrat | 3:34   |
| 4     | Una de piratas                                                                               | Joan Manuel Serrat | 6:07   |
| 5     | Las malas compañías                                                                          | Joan Manuel Serrat | 3:44   |
| 6     | Esos locos bajitos                                                                           | Joan Manuel Serrat | 4:10   |
| 7     | Uno de mi calle me ha dicho que tiene un amigo que dice conocer un tipo que un día fue feliz | Joan Manuel Serrat | 3:49   |
| 8     | No hago otra cosa que pensar en ti                                                           | Joan Manuel Serrat | 3:16   |
| 9     | Hoy puede ser un gran día                                                                    | Joan Manuel Serrat | 2:06   |

## Sencillos
| Año  | Sencillo                           |
| 1981 | No hago otra cosa que pensar en ti |
| 1981 | Las malas compañías                |